# Villa del Prado (Argentina)
Villa del Prado (Argentina) é uma comuna da província de Córdoba, na Argentina.